# 卡比斯湾
卡比斯湾（康沃尔语：Porth reb Tor，英語：Carbis Bay）是英国康沃尔郡的一个海滨度假胜地和村庄。它位于圣艾夫斯东南1英里（1.6公里）处的大西洋沿岸。2021年，第47屆七大工業國組織會議在此舉辦。